# Juan Estupiñán
Juan Estupiñán Espinoza – ekwadorski zapaśnik walczący w stylu wolnym. Wicemistrz Ameryki Południowej w 2009 roku.